# يوم حصاد كوكب
يوم حصاد كوكب (باليابانية: 星をかった日، بالروماجي: Hoshi o Katta Hi) (بالإنجليزية: The Day I Bought a Star)‏ هو فيلم أنمي ياباني قصير من تأليف وإخراج هاياو ميازاكي ومن إنتاج استوديو غيبلي. عرض الفيلم في 3 يناير عام 2006 في متحف غيبلي في ميتاكا، وبلغت مدته 16 دقيقة. الفيلم مقتبس من قصة ناوهيسا إينو [الإنجليزية].

## القصة
تدور أحداث القصة عن صبي اسمه نونو يعيش في الريف، يكسب عيشه من خلال بيع الخضروات في المدينة المجاورة. في أحد الأيام، تتعطل عربته ويقوم باستبدال الخضروات ببذرة غامضة. وفي المنزل يزرع البذرة داخل وعاء صغير. تنمو لتصبح كوكب صغير.

## وصلات خارجية
- يوم حصاد كوكب على موقع Nausicaa.net
- يوم حصاد كوكب على موقع IMDb (الإنجليزية)
- يوم حصاد كوكب على موقع قاعدة بيانات الفيلم (الإنجليزية)
- يوم حصاد كوكب على موقع ليتربوكسد (الإنجليزية)
- يوم حصاد كوكب على موقع كينوبويسك (الروسية)
- يوم حصاد كوكب على موقع ANN anime (الإنجليزية)